# Intel 2700G

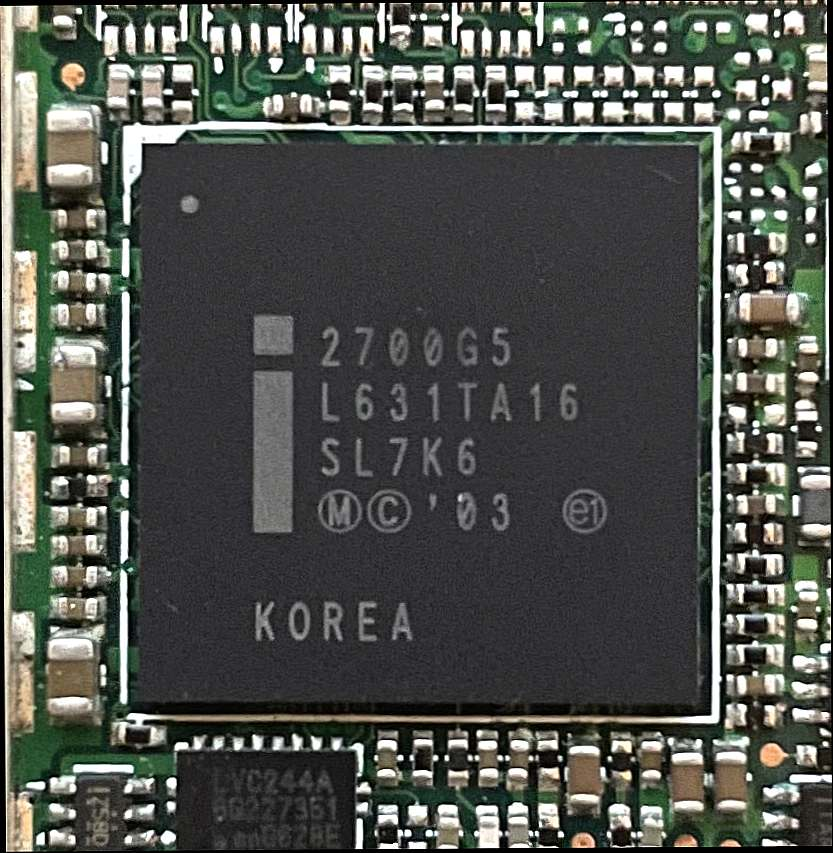
Photo d'un Intel 2700G5

L'Intel 2700G est un coprocesseur graphique basse puissante (50 mW maximum) destiné au processeur XScale PXA27x qui existe en trois variantes (2700G3, 2700G5 et 2700G7). Il est basé sur le processeur PowerVR MBX Lite (le successeur de la technologie graphique utilisée pour la Sega Dreamcast et la technologie  MVED1 (vidéo),.